# 経口妊娠中絶薬
経口妊娠中絶薬（けいこうにんしんちゅうぜつやく）は、「最後の月経開始日」から70日以内という妊娠初期までなら口から服用することで胎児を人工的に体外への排出を促せる中絶薬。
妊娠70日以上経過している妊婦やIUD装着中の者などが、服用するのは禁忌である。注意事項として、服用後に腹痛や出血が続いて対応が必要な場合があること、服用者の約1割は中絶に至らない。

## 概要

### 使用方法
基本的に、胎児の成長を止めるミフェプリストン、子宮を収縮させて妊娠組織を排出させるミソプロストールの2つを意味する。この2つを併用利用することで胎児の排出を促進させる。流れとしては、初日に外来でミフェプリストンを内服、3日目朝から入院開始し、ミソプロストールを内服する。ミソプロストール服用した者の約94％は24時間以内には胎児が排出される。8時間以内排出されない場合は夜になってしまうため、翌日以降も入院を継続する必要がある。 

### 服薬注意事項・デマ問題
基本的には服用後に医師の関与が必要となる程の痛みや出血を起こすため、認可されている欧米でも医師の処方と経過観察が必要とされる医薬品である。インターネット上で「簡単に人工妊娠中絶できる薬」であるようにされているが、月経で排出する血液の塊よりも大きなものを押し出すため、それなりの痛みがある。実際には服用当日に帰宅できる状態なのは2割以下であり、8割以上は一日以上の入院が必要である。入院後に何日も胎児が排出されない場合には、結局人工妊娠中絶手術が必要となる。また、先進国での経口妊娠中絶薬の卸売価格が約800円というデマが拡散されているが、製薬会社は先進国での利益で発展途上国には安く販売しているというのが実情であり、公的及び私的な補助があるアメリカやイギリスでの販売価格は約8万円である。正確にはアメリカでの薬単体の価格は580から800ドル(約10万9,242円)、イギリスでは薬単体価格で480ポンド(約7.5万円)、2週間以下の入院費込で680ポンド(約11万円)である。
また、日本産婦人科医会が承認に反対しているという主張もインターネット上では見られるが、日本産婦人科医会は公式見解として、自由診療である中絶薬について会の介入の余地はなく個々の医療機関が判断するとしており、中絶薬の治験には協力している、と上記の主張に反駁した。さらに同医会は、系統的な学校性教育を行ったうえで、中絶費用のみならず避妊指導や心理的ケアを含む公的な補助の拡張も訴えている。。

## 既存の中絶方法との比較
WHOは2022年3月に制定した中絶のケアガイドラインにおいて、国家は自律的な意思決定、無差別、平等を尊重すべきだとしている。これは、国は、中絶または制限的な中絶法の犯罪化を含む、SRHに対する権利を実現する特定の個人およびグループの能力を無効化または損なう法律および政策を廃止または改革する必要があると指摘している。また中絶はアクセスの障壁になる価格で提供されるべきではない。女性自身がミフェプリストンとミソプロストールの組み合わせを使用するか、ミソプロストールを単独で使用する自己中絶が医療施設の外で、訓練を受けた医療従事者の直接の監督なしに中絶薬を自己投与し、中絶プロセスを管理するということを推奨している。
ミフェプリストンが開発される以前は、掻爬術に代表される伝統的な機械的・物理的な中絶方法が妊娠初期であっても実施されていた。これらの中絶手技は「手術」という形態となり、全身麻酔（吸入ないし静脈）が必要となる。また、ラミナリア桿等による子宮頚管の拡張が必要であり、そのため頸管裂傷などの危険が存在する。
掻爬術自体にも子宮穿孔の危険が存在し、偶発症の40%を重篤な合併症である「子宮穿孔」が占める。また術後合併症として、アッシャーマン症候群があり、中絶後に不妊症になることもある。
日本では、妊娠8週の中絶の処置中に、子宮を貫通して小腸を掴みだしてしまい、小腸穿孔、大腸損傷、子宮穿孔を合併し、人工肛門増設が必要になった症例や、妊娠6週での処置中に心肺停止となり、心臓蘇生術に反応せず死亡した症例も報告されている。
日本産婦人科医会においても、米国などでは1980 年代にはすでにD&E（吸引法）が一般化しており，WHOや英国の安全な中絶に関するガイドラインではD&C（掻爬法）は推奨されておらず、日本でも10 万件以上の早期人工妊娠中絶術結果では，D&CがD&E(吸引法) に比べて再手術を要する不全流産と子宮穿孔の頻度が高いと分析している。また一般的にD&C を施行された既往のある女性では早産率が高く、不妊治療の経過において子宮内膜が薄い場合があり、3回以上のD&C を受けた女性で、子宮腺筋症の率が高い点を理解している。
アメリカにおいては、2021年より米食品医薬品局（FDA）が人工妊娠中絶薬ミフェプリストンの郵送を解禁している。日本では、フランスが承認した1988年から37年経過した2024年5月、1万2千件のパブリックコメントの意見集約を経て厚生労働省がミフェプリストンとミソプロストールからなる「メフィーゴパック」を薬事承認した。2024年9月25日、「メフィーゴパック」について、厚生労働省の薬事審議会は一定の条件を満たせば外来での使用を可能とする方針を了承した。厚労省は2023年4月の承認時に適切な使用体制が確立されるまで入院可能な医療機関で使用し、2剤目の使用後は院内待機を求める通知を出していた。しかし、厚労省が薬の安全性に疑義があるわけではないとしているにもかかわらず、無床診療所への拡大は再審議となった。
2024年10月に放映されたTOKYO MX番組では、日本産婦人科医会の会長・石渡勇医師は経口中絶薬がWHOの方針と異なる日本での運用に対し、使用条件緩和について、運用整備を整えるのが「あと1年ぐらいじゃないかと思う。」と目測を語る一方、母体保護法指定医師の手から離れるこちについて反対を述べた。
ラインファーマが厚労省に承認申請をした2021年12月22日の報道においても、日本産婦人科医会の木下勝之会長は、処方は当面、入院可能施設で母体保護法指定医師が行うべきとしている。また中絶薬で排出されなかった場合のなどを含め管理料も必要とし、現状の中絶手術相当の10万円程度と同等の料金設定が望ましいとしている。これに対し、国際的に承認されている経口中絶薬を安価で利用できるよう7つの市民団体が署名活動を行い、12月14日には4万人分余りの署名を厚生労働省に提出している。団体は、流産への適応も求めている。日本産婦人科医会は公式見解として、稽留流産への適応は、海外も含めエビデンスや臨床上のニーズに乏しく、製薬会社も検討していないとの立場をとる。一方で、平成15年には体外受精後妊娠8週の38歳女性が子宮内胎児死亡によりクリニックで流産手術を受け、腹腔内出血で東京慈恵会医科大学附属病院に救急搬送後手術を受けるも3後日死亡している。中絶手術で子宮穿孔を起し腸穿孔もあったと思われると公表されている。
日本で母体保護法指定医師以外が中絶を禁止されているのは厚生事務次官通知によるものであり、その指定と指定基準は日本医師会が行っている。